# Paul Fetler
Paul Fetler (Filadelfia, 17 febbraio 1920 – 7 luglio 2018) è stato un compositore statunitense.

## Biografia
Paul Fetler ha ricevuto la sua prima formazione musicale in Europa, proseguendo gli studi alla Northwestern University, all'università di Yale e all'Accademia musicale di Berlino.
I suoi insegnanti sono stati, tra gli altri, David Van Vactor, Quincy Porter, Paul Hindemith, Sergiu Celibidache e Boris Blacher.
Nell'Orchestra Hall di Minneapolis avvengono le prime esecuzioni assolute dirette da Neville Marriner nel 1981 di "Sérénade" per orchestra, nel 1984 del Concerto per pianoforte e orchestra e nel 1985 di "Capriccio" per flauto, fiati e orchestra d'archi di sua composizione.
Fetler conta più di 150 composizioni che sono state eseguite sia negli USA che in Europa.